# Sentiero dei Mulini (Terento)
Il sentiero dei Mulini (in tedesco Mühlenlehrpfad) è un percorso di interesse naturalistico e culturale di Terento.

## Storia e descrizione
Terento è da sempre considerata il granaio della Val Pusteria per via dei numerosi mulini ad acqua che sorgevano nelle sue vallate, utilizzati per la macinazione del grano e la produzione di farina. Diversi di questi, alcuni risalenti al XV secolo, la cui principale caratteristica è la presenza di ruote in legno messe in moto dall'azione dell'acqua del vicino torrente per attivare la macina, sono stati restaurati o ricostruiti fedelmente agli originali e inseriti in un sentiero didattico denominato appunto sentiero dei Mulini.
Il sentiero parte dal centro di Terento: costeggiando il corso del rio Terento, lungo una strada leggermente in salita, si incontrano i primi mulini come quello Müller e Tolden; nei pressi di quest'ultimo mulino si scorgono le piramidi di terra, ossia delle strutture naturali formatesi a seguito di un'ondata di maltempo nel 1837. Si susseguono quindi i mulini Hansen, Gasser, Hansleitner, Jakobe e Talackerer: raggiunto il maso Flitschhof, posto a quota 1 435 metri, il punto più alto del percorso, inizia una leggera discesa tra prati e boschi, lungo la cosiddetta strada del Sole, affiancando i masi Walder e Latschen, per ritornare nel centro di Terento.
Il sentiero dei Mulini ha una lunghezza di circa 5 chilometri per un dislivello di 238 metri: viene coperto in un intervallo tra un'ora e trenta e due ore ed è interamente segnalato, grazie anche alla presenza di pannelli illustrativi.